# Eurhynchium piliferum
Eurhynchium piliferum là một loài rêu trong họ Brachytheciaceae. Loài này được Hedw. Schimp. mô tả khoa học đầu tiên năm 1854.